# Wilsonosaura josyi
Wilsonosaura josyi es una especie de lagarto escamoso gimnoftálmido endémico de Perú. Es la especie monotípica del género Wilsonosaura. Anteriormente se pensaba que pertenecía al género Euspondylus. Fue descrito originalmente por el herpetólogo alemán Gunther Köhler en 2003.

## Etimología
El epíteto específico de W. josyi hace honor a Franz-Josef Hans (apodado “Josy”), en reconocimiento a su apoyo en los estudios taxonómicos a través del programa BIOPAT.

## Descripción
Fue descrito por Gunther Köhler en 2003 bajo  el género Euspondylus; posteriormente fue redirigido al recién descrito género Wilsonosaura por Edgar Lehr, Jirí Moravec y Rudolf von May en 2019.
No se conocen sinapomorfias fenotípicas para este género. Morfológicamente, Wilsonosaura spp. se puede distinguir de todos los demás géneros de la subfamilia Cercosaurinae (excepto Proctoporus) por la combinación de los siguientes características:
- Disco palpebral inferior semitransparente, indiviso, siendo este dividido en los géneros Anadia, Andinosaura, Centrosaura, Euspondylus, Gelanesaurus, Oreosaurus, Petracola, Rheosaurus, Riama, y la mayoría de las especies de los géneros Placosoma y totalmente opaca en el género Pholidobolus;
- Escamas dorsales homogéneas, siendo estas heterogéneas en Centrosaura, Echinosaura, Gelanesaurus, Neusticurus, Potamites, y Rheosaurus;
- Tubérculos diminutos en las escamas dorsales posteriores en Placosoma y ligeramente rugosas en Selvasaura;
- Escamas laterales claramente más pequeñas que las escamas dorsales (escamas laterales claramente no reducidas en tamaño en Macropholidus).
- Escamas laterales que forman una línea longitudinal distintiva de escamas más pequeñas (patrón irregular de las laterales más pequeñas en Dendrosauridion), escamas dorsales de quilla débil a casi lisa (escamas quilladas dorsales lisas en Dendrosauridion) y hocico corto redondeado (hocico moderadamente largo y puntiagudo en Dendrosauridion)
- Ausencia de gulares claramente agrandados (gulares mediales claramente agrandados formando filas longitudinales en Cercosaura).

La aparición frecuente de escudos prefrontales, la presencia de débiles escamas dorsales quilladas a casi lisas, y una línea continua de escamas laterales en la mitad de los flancos que ocasionalmente se ensancha verticalmente por escamas laterales adicionales que se intercalan con las dorsales distinguen a Wilsonosaura de la mayoría de las especies de Proctoporus.

### Coloración y dicramotismo sexual

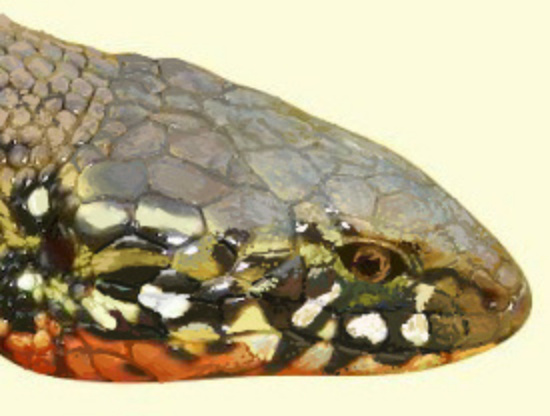
Ilustración de un macho adulto; nótese las manchas blancas y oscuras y la parte inferior de la cabeza de color rojizo.

Los especímenes machos adultos presentan un color verde oliva pardusco en el dorso, distribuyendose un verde brillante lateralmente con manchas de color blanco superpuestas en manchas de color oscuro más grandes; la parte inferior de la mandíbula y cabeza, el vientre y parte inferior de la cola son de color anaranjado rojizo a escarlata; el color verde de la cola normalmente desaparece en un rojo poco evidente.
Los especímenes hembras adultas presentan un patrón de color similar, pero el color verde brillante lateral, manchas oscuras y blancas, y vientre rojo está ausente; el color verde es más oscuro, incluso grisáceo-pardusco y la cola roja superior es menos ausente o a veces no se presenta; el vientre, la parte inferior de la mandíbula y cabeza es de color verde pálido; la cola roja inferior no desaparece.
Los juveniles presentan un patrón de color similar a la de las hembras (verde grisáceo-pardusco con vientre pálido) pero con una cola oscura y la parte lateriar inferior de color naranja rojizo.

## Distribución
W. josyi es una especie endémica de Junín, en Perú; exactamente en el Departamento Junín, Marainiyoc, a una elevación de 2,880 m, (11° 22′ S, 75° 24′ O).